# Эрнст II (князь Брауншвейг-Люнебурга)
Эрнст II Брауншвейг-Люнебургский (нем. Ernst II. zu Braunschweig-Lüneburg; 31 декабря 1564, Целле — 2 марта 1611, там же) — князь Люнебурга в 1592—1611 годах.

## Биография
Герцог Эрнст — второй из пятнадцати детей и старший сын герцога Вильгельма Младшего и его супруги Доротеи Датской. Учился в Виттенберге, Лейпциге и Страсбурге, затем ввиду ухудшавшегося состояния здоровья отца вернулся в Целле. Правил в княжестве с 1592 года после смерти отца, сначала на основании 8-летнего договора с братом Кристианом. Герцог Эрнст пытался улучшить финансовое положение княжества и собственной семьи, полностью погрязших при его отце в долгах. В 1610 году при герцоге Эрнсте в Целле был заключён династический договор, закрепивший неделимость владений княжества.
Эрнст II был похоронен в княжеской усыпальнице в городской церкви Святой Марии в Целле.